# Попівці (Вілейський район)
Попівці (біл. вёска Папоўцы) — село в складі Вілейського району Мінської області, Білорусь. Село підпорядковане Нарочанській сільській раді, розташоване в північній частині області.